# Yū Hashimoto
Yū Hashimoto (japanisch 橋本 悠 Hashimoto Yū; * 7. Juni 2002 in der Präfektur Saga) ist ein japanischer Fußballspieler.

## Karriere
Yū Hashimoto erlernte das Fußballspielen in der Jugend von Sagan Tosu sowie in der Universitätsmannschaft der Universität Fukuoka. Die Saison 2024 wurde er von der Universität an den Erstligisten Avispa Fukuoka ausgeliehen. 2024 bestritt er ein Spiel im Ligapokal. Hier kam er in der zweiten Runde gegen den Matsumoto Yamaga FC zum Einsatz. In der Liga kam er nicht zum Einsatz. Nach der Ausleihe wurde er am 1. Februar 2025 von Avispa fest unter Vertrag genommen. Sein Erstligadebüt gab Hashimoto am 15. März 2025 (6. Spieltag) im Heimspiel gegen den FC Tokyo. Bei dem 1:0-Erfolg wurde er in der 86. Minute für Yōta Maejima eingewechselt.